# Баттс (округ, Джорджія)
Шаблон:StateAbbr_ 33°17′ пн. ш. 83°58′ зх. д. / 33.29° пн. ш. 83.96° зх. д.
Округ  Баттс (англ. Butts County) — округ (графство) у штаті  Джорджія, США. Ідентифікатор округу 13035.

## Історія
Округ утворений 1825 року.

## Демографія
За даними перепису 
2000 року 
загальне населення округу становило 19522 осіб, зокрема міського населення було 4116, а сільського — 15406.
Серед мешканців округу чоловіків було 10403, а жінок — 9119. В окрузі було 6455 домогосподарств, 4867 родин, які мешкали в 7380 будинках.
Середній розмір родини становив 3,15.
Віковий розподіл населення поданий у таблиці:
| Стать    | До 15 років | 15-21 | 22-29 | 30-39 | 40-49 | 50-65 | 65-85 | Понад 85 |
| -------- | ----------- | ----- | ----- | ----- | ----- | ----- | ----- | -------- |
| Чоловіки | 1966        | 1029  | 1267  | 1976  | 1768  | 1599  | 740   | 58       |
| Жінки    | 1948        | 840   | 886   | 1350  | 1410  | 1489  | 1016  | 180      |

## Суміжні округи
- Ньютон — північ
- Джеспер — схід
- Монро — південь
- Ламар — південний захід
- Сполдінг — захід
- Генрі — північний захід

## Виноски
1. ↑  U.S. Decennial Census. United States Census Bureau. Архів оригіналу за 26 квітня 2015. Процитовано 18 червня 2014.
2. ↑  Historical Census Browser. University of Virginia Library. Архів оригіналу за 11 серпня 2012. Процитовано 18 червня 2014.
3. ↑  Population of Counties by Decennial Census: 1900 to 1990. United States Census Bureau. Архів оригіналу за 2 лютого 2019. Процитовано 18 червня 2014.
4. ↑  Census 2000 PHC-T-4. Ranking Tables for Counties: 1990 and 2000 (PDF). United States Census Bureau. Архів оригіналу (PDF) за 18 грудня 2014. Процитовано 18 червня 2014.
5. ↑  State & County QuickFacts. United States Census Bureau. Архів оригіналу за 7 липня 2011. Процитовано 15 лютого 2014. [Архівовано 2011-06-07 у Wayback Machine.](англ.) Наведено за англійською вікіпедією.
6. ↑  American FactFinder. Бюро перепису населення США. Архів оригіналу за 26 лютого 2012. Процитовано 31 січня 2008. [Архівовано 2008-05-21 у Wayback Machine.]

| США | Це незавершена стаття з географії США. Ви можете допомогти проєкту, виправивши або дописавши її. |